# La Houssière
 La Houssière  es una población y comuna francesa, en la región de Lorena, departamento de Vosgos, en el distrito de Saint-Dié-des-Vosges y cantón de Corcieux.

## Demografía
| 817 | 756 | 791 | 684 | 607 | 618 |
| Para los censos de 1962 a 1999 la población legal corresponde a la población sin duplicidades (Fuente: INSEE [Consultar]) |     |     |     |     |     |